# Romuva (religija)
Romuva je neopogansko gibanje, ki izhaja iz tradicionalne mitologije Litovcev in poskuša rekonstruirati verske obrede Litovcev pred njihovim pokristjanjenjem leta 1387. Praktiki Romuve trdijo, da nadaljujejo baltske poganske tradicije, ki so preživele v folklori, običajih in vraževerju. Romuva je politeistična poganska vera, ki uveljavlja svetost narave in čaščenje prednikov. Izpolnjevanje vere Romuva mnogi privrženci vidijo kot obliko kulturnega ponosa, skupaj s proslavljanjem tradicionalnih oblik umetnosti, pripovedovanjem baltske folklore, prakticiranjem tradicionalnih praznikov, igranjem tradicionalne baltske glasbe, petjem tradicionalnih dainos (pesmi), pa tudi ekološkim aktivizmom in skrbništvom nad svetimi kraji.
Romuva obstaja predvsem v Litvi, vendar obstajajo tudi kongregacije privržencev v Avstraliji, Kanadi, Rusiji, Združenih državah in Angliji. Verniki baltskih poganskih ver so tudi v drugih narodih, vključno z Dievturībo v Latviji. Po popisu leta 2001 je bilo v Litvi približno 1200 ljudi, ki so se identificirali z Romuvo. To število je po popisu leta 2011 poskočilo na približno 5100.

## Etimologija
Izrazi Romuva, Romovė in Ruomuva prihajajo iz srednjeveških pisnih virov v Vzhodni Prusiji, ki omenjajo poganski baltski tempelj Romowe. Beseda ima pomen 'tempelj' in 'svetišče', poleg tega pa tudi 'prebivališče notranjega miru'. The Baltic root ram-/rām-, from which Romuva derives, Baltski koren ram-/rām-, iz katerega izvira Romuva, ima pomen 'miren, spokojen, tih', ki izhaja iz protoindoevropskega *h₁rem-.

## Zgodovina

### Starodavna in srednjeveška litovska vera
Ne glede na vero, ki so jo imeli prvotni prebivalci baltskega območja, je še pred zapisano zgodovino. Mezolitski lovci, nabiralci in ribiči v regiji so prakticirali vero, osredotočeno na njihove poklice. Marija Gimbutas je kontroverzno predlagala, da so bili agrarni naseljenci okoli 3500–2500 pr. n. št. primeri starih Evropejcev, ki so častili Zemljo. Po tem so na to območje vstopili Indoevropejci in s seboj prinesli svojo protoindoevropsko vero. Ta vera, vključno z elementi iz verske preteklosti regije, se je razvila v poganstvo, ki je izpričano v srednjem veku in pozneje.
Privrženci te baltske vere so razmeroma neovirano uspevali do 9. stoletja, ko so začeli prihajati pod pritisk zunanjih krščanskih sil. Quedlinburški anali omenjajo misijonarja Bruna iz Querfurta, ki so ga skupaj z 18 možmi ubili Jatvingi, medtem ko je leta 1009 poskušal spreobrniti pogane na območju Litve in Prusije. To je bilo prvič, da je bilo ime Litva omenjeno v pisnih virih. Drugi viri nakazujejo, da je bil Bruno umorjen zaradi kršitve Svetega gozda in uničenja kipov bogov.
Začetek leta 1199 je rimskokatoliška cerkev razglasila križarske vojne proti baltskim poganom. Veliki vojvoda Mindaugas je bil pokristjanjen s svojo družino in bojevniki leta 1251, da bi lahko Cerkev končala križarske vojne. Toda Mindaugas je še vedno častil poganska božanstva, kot omenja Ipatska kronika. Žrtvoval je poganskemu vrhovnemu bogu (*Andajus, pozneje Dievas), Perkūnasu, Teliavelisu (bogu kovačev) in *Žvorūni (boginji gozdov in lovcev). Kljub kakršni koli neiskrenosti in realpolitiki v njegovi krščanski veri so se nekatere podrejene države Mindaugasovega Velikega vojvodstva protestno uprle. Leta 1261 se je Mindaugas odpovedal svoji krščanski veri, ker njegova uradna spreobrnitev ni uspela pomiriti križarjev.
Tudi pred križarji je Velika litovska kneževina v času velikega vojvode Gediminasa širila svoj vpliv, dokler ni postala politično središče velikega in uspešnega »poganskega cesarstva«. Litovci so tako pozno v zgodovino preživeli kot opazni predstavniki staroevropskega poganstva in ohranili to tradicijo kot uradno državno vero vse do poznega 14. in zgodnjega 15. stoletja, ko so države Velikega vojvodstva končno sprejele krščanstvo, spet iz političnih razlogov. Tako so bili Litovci nekaj časa zadnje znano nenomadsko ljudstvo v Evropi, ki je izpovedovalo evropsko etnično religijo, vse do ponovnega vzpona poganstva v Evropi v 20. in 21. stoletju. Neuradno so Litovci nadaljevali svojo pripadnost tradicionalnemu poganstvu.

### Oživljanje
Romantika se je začela v 19. stoletju. To je privedlo do tega, da so se Litovci ozrli nazaj v svojo preteklost za intelektualni in duhovni navdih. Začel se je narodni preporod in litovska inteligenca je idealizirala staro poganstvo in folkloro. Nekateri zgodovinarji so želeli dokazati lepoto starodavnega politeizma in so celo začeli ustvarjati nove vidike litovske mitologije. Eden najbolj znanih med njimi je bil Teodor Narbutt, ki je uredil starogrške mite in ustvaril nove litvanske.
V začetku 20. stoletja so se v folklori in običajih še vedno nadaljevale stare poganske tradicije. Ljudje so praznovali starodavne poganske praznike, pomešane s krščanskimi tradicijami. Takšni festivali vključujejo Vėlinės (dan mrtvih duš, podoben keltski noči čarovnic), Užgavėnės (praznik, ko se konča zima in začne pomlad) in Rasa ali Joninės. Za Užgavėnės se lahko ljudje v Samogitiji oblečejo v kostume, vključno z maskami, in zažgejo idol stare dame, imenovane Morė ali Giltine, boginje smrti.

### Sodobna ljudska vera
Filozof Vydūnas velja za nekakšnega ustanovitelja Romuve. Aktivno je spodbujal ozaveščanje in udeležbo na poganskih praznikih. Vydūnas je Litovcem videl krščanstvo kot tuje, namesto tega je svojo pozornost usmeril na tisto, kar je videl kot duhovno vizijo privržencev tradicionalne baltske vere. Temu je pripisal občutek strahospoštovanja do njihove kozmologije, saj so vesolje videli kot veliko skrivnost, in spoštovanje do vsakega živega bitja kot tudi zemlje v svoji morali, saj so ves svet in vsakega posameznika videli kot simbol življenja kot celote. Božansko je predstavljal ogenj, ki se je kot tak obredno uporabljal za čaščenje božanskega in sam veljal za svetega. Vydūnas je tej veri Litovcev namenil posebno obravnavo v svoji drami Amžina ugnis (Večni ogenj). Med tem in drugimi deli je Vydūnas povzdignil vero kot najvišjo raven duhovnega izražanja, skupaj z drugimi oblikami, ki jih je priznaval.
Domas Šidlauskas-Visuomis (1878–1944) je začel ustvarjati Vaidevutybė (baltsko poganstvo) leta 1911. V 1920-ih je latvijsko ljudsko versko gibanje Dievturība začel Ernests Brastiņš. Glavna težava je bila, da so prva gibanja temeljila na omejenih folklornih virih in na njih vplivala tradicija Daljnega vzhoda, kot sta hinduizem in budizem. Kljub temu ideja o Romuvi ni umrla med sovjetsko okupacijo Litve.

### Sovjetsko zatiranje
Litovsko pogansko gibanje je ustavila sovjetska okupacija leta 1940. Zaradi nacionalistične narave Romuve je bila vera med sovjetsko okupacijo zatrta in številni praktikanti so bili usmrčeni ali deportirani v taborišča za prisilno delo v Sibiriji. Po smrti Josifa Stalina je postalo kulturno življenje bolj svobodno.
Znano je, da je v delovnem taborišču v Inti v Rusiji obstajala tajna skupina Romuva. Potem ko so bili člani izpuščeni in se vrnili v Litvo okoli leta 1960, so nekateri od teh praktikantov, skupaj z Jonasom Trinkūnasom, ustanovili Vilniuško etnološko ramuvo in začeli organizirati javna praznovanja tradicionalnih litovskih verskih praznikov, začenši z Raso leta 1967. Leta 1971 so Sovjeti člane izključili z univerze, ki so jo obiskovali, voditelje pa izgnali. Do leta 1988, ko je moč Sovjetske zveze pojenjala in je bila na obzorju neodvisnost Litve, so se skupine Romuva začele reorganizirati v baltskih narodih in javno prakticirati svojo vero.

### Neodvisnost
Po ponovni osamosvojitvi Litve leta 1990 je bila Romuva leta 1992 priznana kot starodavna baltska verska skupnost. Pod okriljem zakona o verskih skupnostih in združenjih, ki je bil sprejet v Litvi leta 1995, je bila Romuva priznana kot »netradicionalna« vera. Zakon zahteva najmanj 25 let obstoja, preden lahko takšna vera prejme državno podporo, rezervirano za »tradicionalne« vere.
Leta 1990 je Trinkūnas ustanovil skupino Kūlgrinda, ki nastopa na številnih festivalih Romuva. Skupnost je do svoje smrti leta 2014 organiziral in vodil krivių krivaitis (veliki duhovnik) Jonas Trinkūnas. Pokopan je bil po starih baltskih običajih. Njegova žena Inija Trinkūnienė je bila izbrana za novo krivė (visoka svečenica) in njeno posvečenje je potekalo 31. maja 2015 v Vilni na Gediminasovem griču. Je prva ženska, ki je postala krivė v dolgi poganski zgodovini.
Seimas je 24. maja 2018 sprejel predlog za državno priznanje Romuve in o njem začel razpravo v parlamentarnih odborih. Junija 2019 je Seimas glasoval za zavrnitev peticije Romuve za priznanje »tradicionalne« vere. Zakon predvideva, da je peticijo mogoče ponovno vložiti čez deset let. Predlogu so nasprotovali predvsem člani Domovinske zveze, zlasti Žygimantas Pavilionis. Romuva je tožil Litvo na Evropskem sodišču za človekove pravice in junija 2021 dosegel soglasno odločitev, da Seimas ni ostal »nevtralen in nepristranski pri izvajanju svojih regulativnih pristojnosti«. Romuva je smel po treh mesecih po razsodbi ponovno zaprositi za priznanje. Državno priznanje je bilo podeljeno leta 2024.

## Verske prakse
Baltski aukuras ali 'ognjeni oltar' je kamnit oltar, v katerem se obredno prižiga ogenj. Udeleženci si umijejo roke in obraz, preden se približajo aukurasu, nato pa zapojejo dainos ali obredne himne, ko se prižge ogenj. Hrana, pijača, trave in rože so ponujeni plamenu, medtem ko skupina poje daine. Po primarni daritvi udeleženci ponudijo svoje verbalne ali tihe molitve, ki jih z dimom in iskrami plamena odnesejo k bogovom.
Romuvski duhovnik je znan kot vaidila (množina vaidilos), romuvska svečenica pa je znana kot vaidilutė (množina vaidilutės). Kot priznana avtoriteta v svoji skupnosti mora imeti duhovnik ustrezne veščine in znanje, ki jih potrebuje za izvajanje verskih obredov v čast bogovom.
Romuvsko svetišče je polje z enim ali več idoli pred svetim ognjem, kjer se sežigajo žrtve, znane kot alka.

## Romuva centri
Prvotno je bilo načrtovano, da bi Samogitsko svetišče obnovili na hribu Birutė v Palangi, vendar se s tem ni strinjal župan mesta Palanga. Namesto tega so jo zgradili na hribu pri Šventojih, kjer je tudi 11 kipov poganskih bogov. V letu so štirje glavni festivali:
- 23. marec – pomladno enakonočje
- 22. junij – poletni solsticij
- 23. september – Jesensko enakonočje
- 20. december – zimski solsticij

## Povezava s hinduizmom
Religija Romuva ima podobnosti s hinduizmom. Na primer, v litovščini beseda darna pomeni harmonijo in skladnost, za litovske pogane pa je to tudi versko načelo – ravnovesje sveta. Prav tako na videz spominja na besedo dharma, hinduistični kozmični red. Jezikovna podobnost med darna in dharma je verjetno naključje – nekateri učenjaki pravijo, da nimata nujno enake etimologije, drugi pa kažejo na skupno indoevropsko povezavo. Toda za litovsko skupnost Romuva, ki svojo tradicijo sega v starodavno folkloro, je to dokaz povezave z Indijo, hinduizmom in sanskrtom, ki je postal del njihove identitete Romuva, skupaj s panteonom bogov in precej standardnimi poganskimi rituali. Nekateri verjamejo, da je zaradi povezave med hinduizmom in Romuvo slednja več kot le »primitivna, šamanska verska tradicija«.
Jonas Trinkūnas, vodilni ustanovitelj in duhovnik sodobne Romuve, je sklepal poroke na enak način kot hindujske vedske poroke. Recitirale so se mantre in pesmi in par se je zaobljubil po obhodu ognja. Trinkūnas je nadalje trdil, da so bili Radžputi predniki plemena Romuva, ki je nekoč več let vladalo Litvi, nekatere njihove starodavne prakse pa se izvajajo še danes.
Podobno so Ašvieniai božanski dvojčki v litovski mitologiji, dvojniki vedskih Ašvinov. Ašvieniai so predstavljeni, kako vlečejo kočijo Saulė (Sonce) po nebu. Ašvieniai, upodobljeni kot žirgeliai ali konjički, so pogosti motivi na litovskih strehah.
Romuva in hindujske skupine so se ob številnih priložnostih zbrale, da bi delile molitve in sodelovale v dialogu. Ti dogodki so se zgodili v Litvi, Atlantic Cityju v New Jerseyju v Bostonu v Massachusettsu v Eppingu v New Hampshiru in drugod.